# Асусена Вільяфлор
Асусе́на Вільяфло́р (ісп. Azucena Villaflor, 7 квітня 1924 року, Авельянеда, Аргентина — грудень 1977) — аргентинська громадська діячка, одна з засновниць Асоціації прав людини «Матері площі Травня», яка шукала жертв насильницьких зникнень під час Брудної війни в Аргентині.

## Родина
Асусена народилась в робітничій сім'ї 7 квітня 1924 року. На той час її матері Еммі Нітц було лише 15 років, а батькові Флорентіно Вільяфлору, робітнику вовняного комбінату, було 21.
В 16 років Асусена почала працювати секретаркою в компанії побутової техніки. Там вона зустрілася з Педро де Вінсенті, делегатом профспілки. В 1949 році вони одружилися і у них народилось четверо дітей: Педро, Нестор, Адріан і Сесілія.

## Правозахисна діяльність
30 листопада 1976 року, через вісім місяців після початку військової диктатури, яка називала себе «Процес національної реорганізації», один із синів Вільяфлор, Нестор, був викрадений разом з дружиною Ракель Манжін. Вільяфлор почала шукати їх через Міністерство внутрішніх справ і шукати підтримки у вікарія Адольфо Тортоло. Під час цього пошуку вона зустріла інших жінок, які також шукали зниклих родичів.
Після шести місяців безплідних запитів, Вільяфлор вирішила почати серію демонстрацій, щоб отримати суспільну підтримку. 30 квітня 1977 вона і тринадцять інших матерів відправилися на Площу Травня (Пласа-де-Майо) в центрі Буенос-Айреса, перед урядовим палацом. Це місце було політично значущим в історії Аргентини. Вони вирішили ходити навколо площі через те, що поліція заборонила їм стояти на площі. Перший похід був в суботу і лишився не дуже помітним, другий відбувся в п'ятницю, і з тих пір вони проводили демонстрації в четвер приблизно о 15:30.

## Затримання і загибель

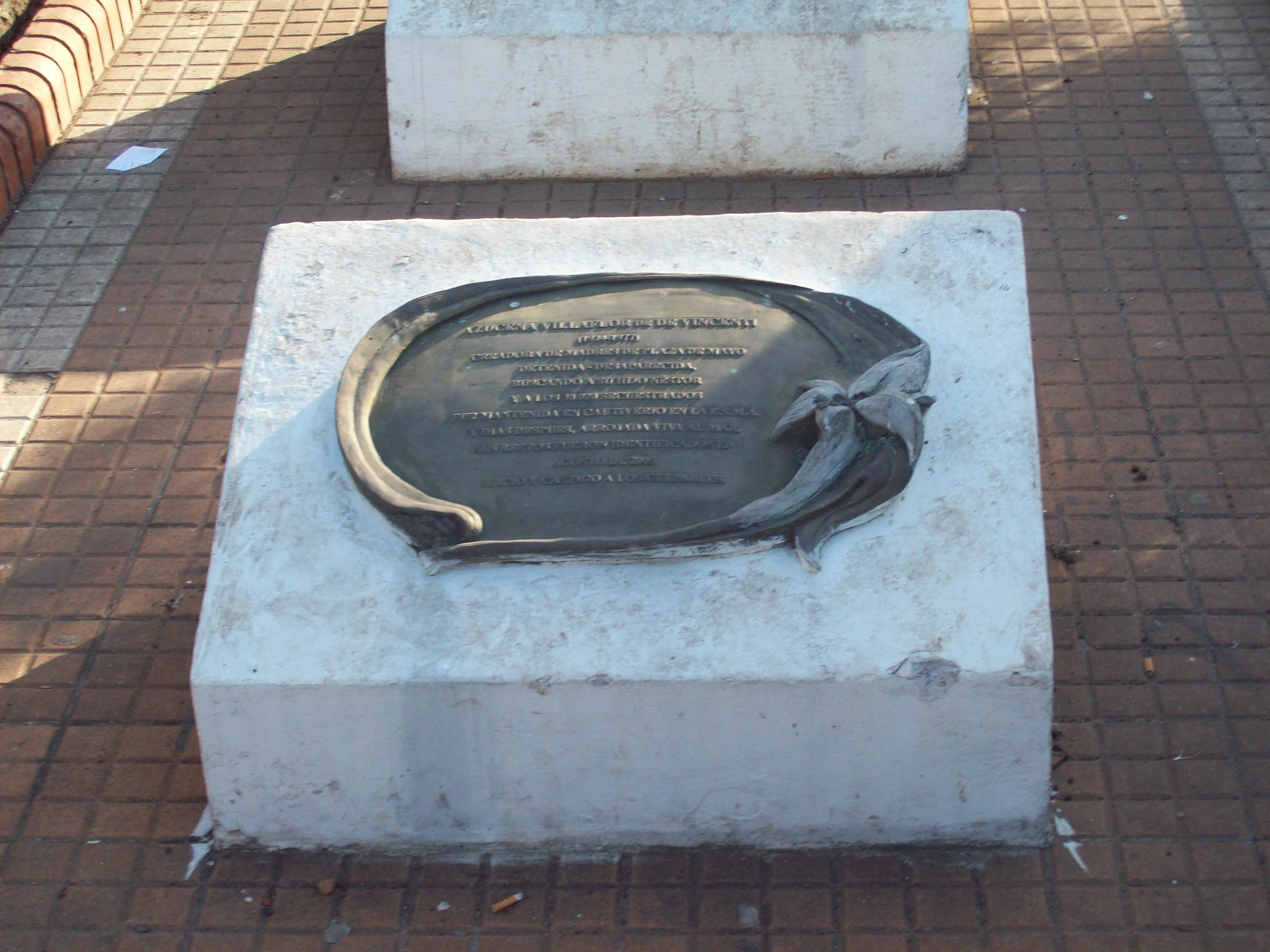

У тому ж році, 10 грудня, в Міжнародний день прав людини, «Матері площі Травня» опублікували оголошення в газеті з іменами їх «зниклих» дітей. В ту ніч Асусена Вільяфлор була затримана військовими в своєму будинку в Вілла Домініко, що в Авельянеді, провінція Буенос-Айрес. Вона, як повідомлялось, була поміщена в концентраційний табір морськими піхотинцями.
Тіло Вільяфлор разом з тілами двох інших матерів було виявлене в липні 2005 року аргентинською командою судової антропології (відомої також тим, що знайшла і пізнала труп Че Гевари в Болівії). Наявність переломів згідно з падінням і ударом об тверду поверхню підтвердила гіпотезу про те, що ув'язнені були скинуті з літака, який летів над океаном.

## Пам'ять
Останки Вільяфлор були кремовані і її прах був похований біля підніжжя піраміди Травня в центрі площі Травня 8 грудня 2005 року. Місце поховання обрали її діти, що вижили.